# داء المثقبيات في الحيوانات

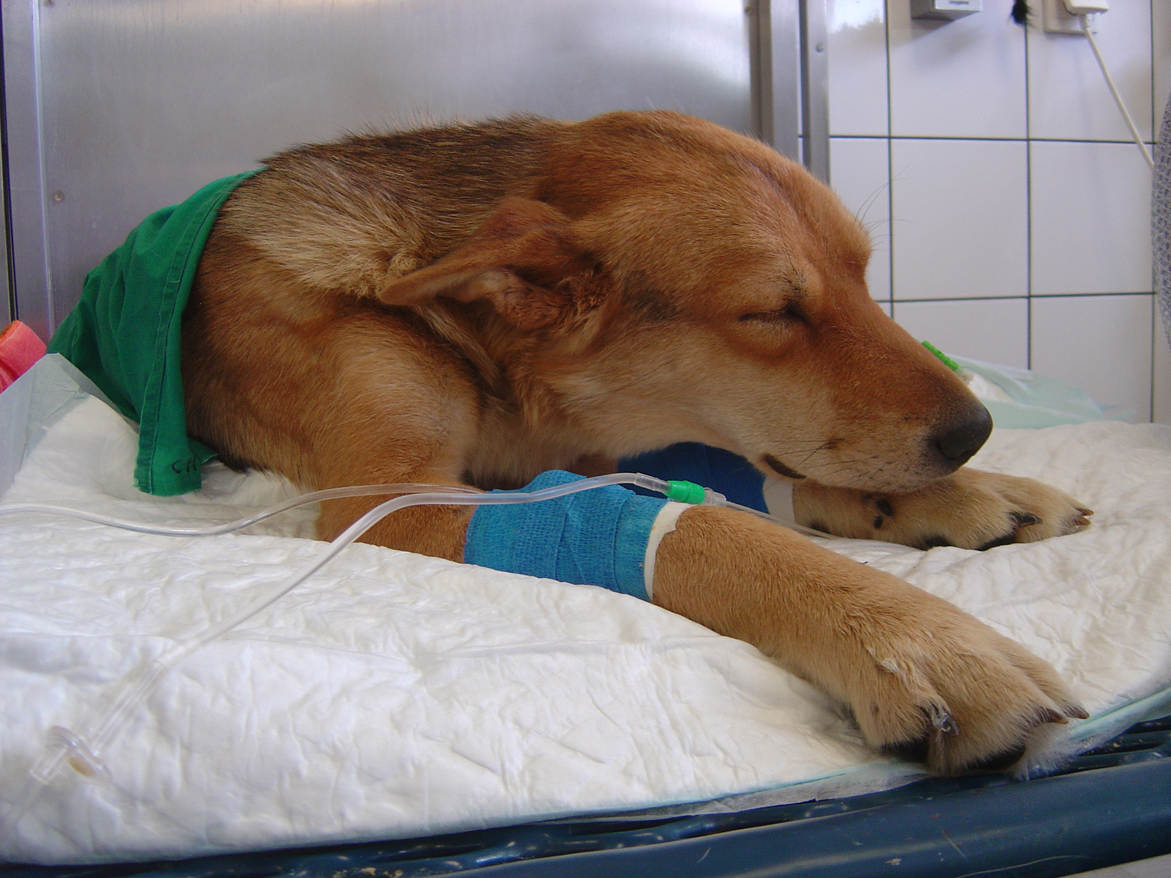
صورة تظهر كلبا يعانى من متلازمة الهزال نتيجة اصابته بالتريبانوسوما الكونغولية بعد رحلته إلى غرب أفريقيا

داء التريبانوسوما في الحيوانات الذي يسمى أيضا بناغانا بالإنجليزية Animal trypanosomiasis، هو مرض يصيب الحيوانات الفقارية. هذا المرض سببه طفيل التريبانوسوما المعروفة أيضا ب المثقبية العديد من الأنواع في جنس التريبانوسوما مثل (مثقبية بروسية). والمعروفة أيضا بالتريبانوسوما النشيطة والتي تسبب الناغانا أساسا في غرب أفريقيا، على الرغم من أنه قد انتشر إلى أمريكا الجنوبية. التريبانومسوما تصيب الدم في الفقاريات المضيفة، مما يسبب الحمى والضعف والخمول، مما يؤدي إلى فقدان الوزن وفقر الدم; في بعض الحيوانات يعد المرض قاتلا إذا لم يعالج. تنتقل التريبانوسوما عن طريق ذبابة تسي تسي.
ميزة مثيرة للاهتمام هي التحمل الملحوظ للللناغانا والذي أظهرته بعض سلالات الماشية، وخاصة نوع يسمى (N'Dama)– نوع من الأبقار تولد في غرب أفريقيا. وهذا يتناقض مع قابلية للمرض أظهرتها حيوانات الزيبو (Zebu) في شرق أفريقيا.
هذا المرض هو النظير الجيوانى لمرض داء المثقبيات الأفريقي البشري، المعروف أيضا باسم مرض النوم.